# Covão do Lobo
Covão do Lobo era una freguesia portuguesa del municipio de Vagos, distrito de Aveiro.

## Geografía
Situada en el rincón suroccidental del municipio, limitando ya al sur y al oeste con el distrito de Coímbra, Covão do Lobo se extiende sobre un territorio casi absolutamente llano y en su mayor parte por debajo de 40 metros de altitud. Su clima es de tipo mediterráneo con influencia marítima y su economía está orientada al sector primario, siendo el maíz el cultivo más importante.

## Historia
Antiguamente esta freguesia pertenecía al monasterio de la Santa Cruz de Coímbra, pasando después al municipio de Mira, del que fue segregada en 1836 y al que se incorporó nuevamente en 1853, hasta que en 1856 pasó definitivamente a formar parte del concelho de Vagos.
Fue suprimida el 28 de enero de 2013, en aplicación de una resolución de la Asamblea de la República portuguesa promulgada el 16 de enero de 2013 al unirse con la freguesia de Fonte de Angeão, formando la nueva freguesia de Fonte de Angeão e Covão do Lobo.

## Organización territorial
La freguesía abarca trece núcleos de población.